# Аллег, Анри
Анри́ Алле́г (фр. Henri Alleg, настоящее имя — Анри Жан Салем (фр. Henri Jean Salem; 20 июля 1921, Лондон — 17 июля 2013, Париж) — французский и алжирский журналист и политический деятель еврейского происхождения, член Алжирской коммунистической партии и активный участник антиколониального движения. Автор известной книги-расследования о применении французскими военными жестоких пыток во время войны за независимость Алжира «Допрос», которая была экранизирована в 1977 году.

## Книги
- Допрос под пыткой. М.: Изд-во иностранной лит., 1958
- Красная звезда и зеленый полумесяц. М.: Прогресс, 1985
- SOS, Америка! М.: Прогресс, 1987